# Encinas de Llaers
Las Encinas de la Villa de Llaés y la Encina del Hostal de Llaés (Quercus ilex ilex) forman un bosque de encinas notables en Llaés (Ripoll, el Ripollès), el cual, probablemente, es uno de los más importantes de toda Cataluña.

## Datos descriptivos
- Perímetro del tronco a 1,30 m de altura: 5,91 m (Vila) y 4,12 m (Hostal).
- Perímetro de la base del tronco: 9,40 m (Vila) y 9,72 m (Hostal).
- Altura: 19,40 m (Vila) y 15,02 m (Hostal).
- Anchura de la copa: 21 m (Vila) y 16,5 m (Hostal).
- Altitud sobre el nivel del mar: 935 m (Vila) y 916 m (Hostal). [1]

## Entorno
Las Encinas de la Vila de Llaés forman masas únicas junto con boj y, como flora secundaria, alrededor de dichas encinas se encuentran el cardo cigarrillo (Carlina corymbosa), milenrama, estramonio, Potentilla reptans, olivillo, espino blanco, aliaga de escobas, roble pubescente y Rhamnus alaternus. Es especialmente relevante la manera en que han logrado persistir durante siglos gracias a su asociación con el boj, que crece bajo su copa formando un denso sotobosque. Esta relación regula el ramoneo del ganado vacuno y, por lo tanto, limita su poda fitófaga.
En cuanto al entorno de la Encina del Hostal, en sus inmediaciones crecen bledo, Lolium, ortiga, Festuca, cerraja, hierba de San Benito, Silene vulgaris, clavel silvestre, llantén, hiedra, zarzamora, Genista, endrino, espino blanco y avellano.

## Aspecto General
Las Encinas de la Vila de Llaés presentan un estado sanitario bastante vigoroso y correcto en términos generales. No parecen afectadas por ningún ataque o plaga relevante. Presentan, todas ellas, densidad y frondosidad en los extremos de las ramas y una buena cobertura de verde en la copa. En cambio, la Encina del Hostal de Llaés no está en tan buen estado, ya que se observa cierto grado de sequedad (sobre todo, en el ramaje inferior).

## Acceso
Desde Sant Quirze de Besora o desde Ripoll (C-17, punto kilométrico 90,3), hay que tomar la carretera que lleva hasta la Vila y la sierra de Llaés (muy cerca se divisa el Castillo de Llaés). Si vamos en coche, podemos dejarlo en el hostal y comenzar la visita por la encina que crece a pocos metros de este, para luego acercarnos al encinar monumental, que se encuentra a unos 500 metros del hostal por la carretera que lleva a Sant Quirze de Besora. Una vez veamos una gran explanada a nuestra izquierda con enormes encinas, podremos adentrarnos en ella.
La Encina Grande (o Encina Bifurcada) de la Vila de Llaés es quizá la que queda más escondida, ya que no está en el mismo llano, sino que se sitúa en la parte izquierda, aproximadamente en la mitad de este, en un pequeño desnivel, justo detrás de otra encina enorme (la segunda más grande del llano, que es trifurcada). 
Coordenadas GPS:
- Encina Grande de la Vila de Llaés: 31T 0437453 4667200
- Encina del Hostal: 31T 0436809 4666928